# Parlamentarismus

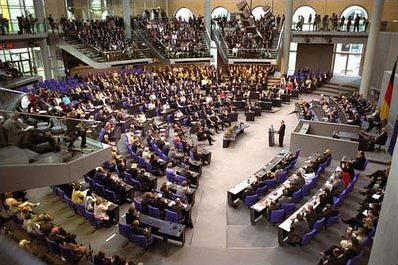
Beispiel für modernen Parlamentarismus: Der Deutsche Bundestag

Der Fachbegriff Parlamentarismus bezeichnet diejenigen politischen Systeme, in denen eine Versammlung von Parlamentariern in einem Parlament die Gesetzgebung für das Staatsvolk festlegen. Parlamentarismus ist ein wichtiges Merkmal des parlamentarischen Regierungssystems, in dem das Zentrum politischer Entscheidungskompetenzen beim Parlament liegt, indem dieses etwa auch die Regierung wählt und entlässt, ganz gleich, welche Staatsform der betreffende Staat de jure besitzt.
Hans Kelsen definiert Parlamentarismus als „Bildung des maßgeblichen staatlichen Willens durch ein vom Volke auf Grund des allgemeinen und gleichen Wahlrechtes, also demokratisch gewähltes Kollegialorgan, nach dem Mehrheitsprinzip.“

## Beschreibung
Insbesondere sind die rahmengebenden Regelungen, die Organe und die Prozesse, kennzeichnend für Form und Grad des Parlamentarismus.
In dem Begriff Parlamentarismus gibt vor allem der strukturelle Aspekt den Ausschlag, durch den das Parlament seine Handlungsfähigkeit erreicht und effizient seine Aufgaben ausführen kann.
In der Demokratie werden die Mitglieder des Parlaments vom Volk direkt gewählt. In der Demarchie werden die Mitglieder per Los bestimmt.
Sie werden als Abgeordnete bezeichnet und finden sich aufgrund gleichgerichteter Ziele in Fraktionen zusammen. Auch außerhalb der Wahlen können sie sich auf eine politische Partei stützen (Parteiendemokratie), bei der sie aber nicht unbedingt Mitglied sein müssen.
Ferner ist die Arbeit in Ausschüssen ein Betätigungsfeld im parlamentarischen Alltag der Abgeordneten.
Parlamentarismus ist auch Gegenstand zahlreicher Studien. Immer wieder werden Parlamentarismuscharakteristika im internationalen Vergleich dargestellt. In Parlamenten, die durch Scheinwahlen besetzt werden, hat das Staatsvolk keinen Einfluss. Auch können Parlamente völlig ohne Wahlen durch einen Herrscher oder durch gesellschaftliche Gruppen eingesetzt werden.

## Theorie
Mit den Voraussetzungen, der Struktur und den Folgen des Parlamentarismus setzt sich die Parlamentarismustheorie (als Themenbereich insbesondere der Politikwissenschaft) auseinander, in der man sich sowohl mit normativen wie auch empirisch-analytischen Aspekten des Phänomens beschäftigt.
Die Kategorien der Parlamentarismustheorie sind durch Vergleichung bestehender und/oder historischer politischer Systeme gewonnene Typisierungen, die dann zur Untersuchung und Kritik konkreter politischer Systeme herangezogen werden können. Ein Beispiel hierfür ist die Unterscheidung zwischen Redeparlament und Arbeitsparlament, die Max Weber aus der Gegenüberstellung des Parlaments des Deutschen Kaiserreichs und des britischen House of Commons gewonnen hatte.
Parlamentarismustheorie weist Überschneidungen mit der Staats- und Verfassungstheorie auf, da es sich bei parlamentarisch auszugestaltenden politischen Systemen herkömmlich um Staaten handelt und die Grundstrukturen eines parlamentarischen Systems in deren Verfassung festgelegt werden. In dem Fall, dass ein tatsächliches oder theoretisches parlamentarisches System gleichzeitig demokratisch ausgestaltet ist (parlamentarische Demokratie), weist die Parlamentarismustheorie etwa in Fragen der Repräsentation zudem Überschneidungen zur Demokratietheorie auf. Anders als Demokratie-, Staats- und Verfassungstheorie wird Parlamentarismustheorie bislang aber fast ausschließlich in einen größeren Kontext – meist die Politische Theorie und Ideengeschichte – eingebettet gelehrt; es gibt mit anderen Worten kaum regelmäßige Lehrveranstaltungen, die explizit die Parlamentarismustheorie zum Gegenstand haben.
Positiver Parlamentarismus ist ein Begriff der Politikwissenschaft, der bedeutet, dass eine Regierung in einem parlamentarischen System die explizite Zustimmung des Parlaments benötigt (also eine Investiturabstimmung), um ins Amt zu kommen, und damit eine Mehrheit der Parlamentarier hinter sich wissen muss. Dieser Abstimmung müssen sich entweder nur die Regierungschefs stellen (z. B. bei der Bundeskanzlerwahl in Deutschland) oder die ganze Regierung (z. B. in Belgien).
Negativer Parlamentarismus bezeichnet das Umgekehrte: Der Regierungschef gilt als vom Parlament bestätigt, solange keine Mehrheit gegen ihn stimmt. Eine Regierung kann damit auch als Minderheitsregierung handlungsfähig sein, solange sie von solchen Parteien, die nicht in die Regierung eingebunden sind, toleriert wird und ihre Gegnerschaft über keine Mehrheit verfügt. Erringen die Gegner der Regierung aber eine Mehrheit, können diese über eine negativ beschiedene Vertrauensfrage die Regierung zum Rücktritt zwingen. Beispiele sind Dänemark, Schweden und Norwegen.

## Geschichtliche Entwicklung

### Antike
In der klassischen Staatsformenlehre des Aristoteles kann als Vorläufer des heutigen Parlamentarismus (im Sinne einer repräsentativen Demokratie) allenfalls entweder die Aristokratie oder die Oligarchie ausgemacht werden, da Aristoteles als Demokratie nur die Form der direkten Demokratie kennt (welcher er eher skeptisch gegenüberstand) und in der eine größere Zahl von Bürgern unmittelbar am politischen Prozess teilnimmt. Beratung (Deliberation) als politisches Prinzip prägt Aristoteles normativen Politikbegriff zwar durchaus (und wird von ihm auch in der Volksherrschaft vorgefunden), jedoch zählt diese Form des Regierens für ihn eher zum Kern oligarchischer oder aristokratischer Herrschaft, in der kleine Bürgergruppen die Politik in kleinen, exklusiven Versammlungen gestalten. Jenseits des politischen Denkens können jedoch auch die antiken Volksversammlungen nicht einfach als Vorbild moderner Parlamente genommen werden, da ihnen das Prinzip der Repräsentation unbekannt war und der einzelne Bürger in seiner Eigenschaft als solcher als politisch kompetent galt, was der modernen Auffassung der Arbeitsteilung im Politischen eher fremd ist.

### Vormoderne Wurzeln
Bedeutende historische Vorläufer findet der heutige Parlamentarismus dagegen in der mittelalterlichen und frühneuzeitlichen Tradition der Ständeversammlungen, einer politischen Institution des europäischen Ständewesens. Ständeversammlungen entwickelten sich im späten Mittelalter aus unregelmäßigen und formlosen Zusammenkünften von adligen Feudalherren (Lehnsherren) und ihrer Gefolgschaft, ihren Vasallen (Lehnsnehmern), welche als Instrumente monarchischer Herrschaft dienten. Die europäischen Könige des Mittelalters etwa, wie der deutsche Kaiser bzw. König, hatten Fürsten und Herzöge zu Vasallen, auf die sich ihre Herrschaft stützte. Aus den Zusammenkünften, z. B. den königlichen Hoftagen, die abgehalten wurden um Fragen der Steuerleistung, Landesherrschaft oder Heeresfolge zu beratschlagen, entwickelten sich im Übergang zur Neuzeit allmählich förmliche Versammlungen mit regelmäßiger, teils permanenter Tagung. Im gleichen Zuge entstanden auch die – teils bekanntermaßen bis heute gebräuchlichen – Bezeichnungen solcher Versammlungen, im deutschen Raum etwa die des „Landtags“ oder des „Reichstags“.
Im Laufe der Frühen Neuzeit entsandten vor allem die Fürsten des deutschen Reiches beispielsweise immer häufiger Gesandte zu den Reichsversammlungen und ließen sich durch diese vertreten. Nicht zuletzt für die Entwicklung des Repräsentationsgedankens spielte dies sicherlich eine Rolle. Wie beispielshalber in Frankreich so auch im Heiligen Römischen Reich deutscher Nation entwickelten sich die Ständeversammlungen so zunehmend zu Gesandtenkongressen, wobei der deutsche Reichstag überdies den bedeutenden Schritt zu einer ständig tagenden Versammlung (dem sog. „immerwährenden Reichstag“) machte. Hieran wird ersichtlich, wie sich die Formen modernen Parlamentarismus teilweise bereits im Laufe der Frühen Neuzeit bildeten, was beispielsweise auch für das Gesetzgebungsverfahren, genauer: die Praxis mehrerer Lesungen eines Gesetzentwurfs, deren Ausarbeitung in Fachgremien etc., gesagt werden kann. Nicht zuletzt an der Geschichte der französischen Ständeversammlung ab 1789, den Generalständen und ihrer Umwandlung zur Nationalversammlung, kann die mitunter unmittelbare Nähe von modernem Parlamentswesen und vormoderner Ständeordnung beobachtet werden.

### Moderner Parlamentarismus
Der moderne Parlamentarismus entstand durch die Entwicklung des englischen Parlaments. Mit der Bill of Rights 1689 verlor es erstmals in der Geschichte seinen Status als reine Beratung des Königs. Bisher trat ein Parlament nur auf seine Aufforderung hin zusammen, nun erlangte es das Recht, selber zusammenzutreten, auch regelmäßig, Immunität der Abgeordneten und Einfluss auf die Staatsfinanzen, wodurch alle Aktionen des Königs vom Einverständnis des Parlaments abhingen. Nur Steuerzahler waren beteiligt, und somit nur der Adel, was im Selbstverständnis der Bevölkerung aber gleichgesetzt wurde: Der Patron vertritt die Interessen seiner Region. Seitdem waren die Engländer stolz auf ihre Volksvertretung, was zu den Problemen der Amerikanischen Revolution führte, weil die Kolonien nicht im Parlament vertreten waren. Dabei beriefen sie sich auf eben jene Gleichsetzung von Steuerzahlung und Volksvertretung, auf Englisch „No taxation without representation“ (1750). Auch in der Französischen Revolution wurde auf dieses Mitspracherecht gepocht, das die vielen Soldaten dort kennengelernt hatten, die im Amerikanischen Unabhängigkeitskrieg gegen England kämpften (insb. Lafayette).

## Sonderformen
Häufig wird dem parlamentarischen Regierungssystem das präsidentielle Regierungssystem gegenübergestellt. Mischformen wie etwa in der Fünften Französischen Republik oder die Verfassung von 1929 in Österreich sind schwierig einzuordnen; die Bezeichnung Semi-Präsidentialismus ist umstritten, macht jedoch die Existenz beider Elemente (einerseits Parlament/andererseits eine direkt gewählte Exekutive) deutlich und für den Außenstehenden wird es durch die allgemein gehaltene Begrifflichkeit gut nachvollziehbar, welche Ambivalenz in diesem Begriff steckt. Durch Parlamentsabsolutismus wird das Gleichgewicht dieser beiden Elemente beeinflusst. Beide Systeme kann man aber in der Regel als Parlamentarismus bezeichnen.

### Allgemein
- Andreas Biefang, Dominik Geppert, Marie-Luise Recker, Andreas Wirsching (Hrsg.): Parlamentarismus in Deutschland von 1815 bis zur Gegenwart. Historische Perspektiven auf die repräsentative Demokratie. Droste, Düsseldorf 2022, ISBN 978-3-7700-5355-1.
- Kurt Kluxen: Geschichte und Problematik des Parlamentarismus. suhrkamp, Frankfurt am Main, 1983, ISBN 3-518-11243-0.
- Stefan Marschall: Parlamentarismus. Eine Einführung. Nomos, Baden-Baden 2005, ISBN 3-8329-1062-X.
- Marie-Luise Recker (Hrsg.): Parlamentarismus in Europa. Deutschland, England und Frankreich im Vergleich. (= Schriften des Historischen Kollegs. Kolloquien 60). München 2004, ISBN 978-3-486-56817-2 (Digitalisat).
- Wolfgang Zeh: Parlamentarismus. Historische Wurzeln moderne Entfaltung. Decker & Müller, Heidelberg 1997, ISBN 3-8226-1585-4.
- Quirin Weber: Parlament – Ort der politischen Entscheidung? Legitimationsprobleme des modernen Parlamentarismus – dargestellt am Beispiel der Bundesrepublik Deutschland. Helbing & Lichtenhahn, Basel 2011, ISBN 978-3-7190-3123-7.

### Parlamentarismustheorie
- Wilhelm Hofmann, Gisela Riescher: Einführung in die Parlamentarismustheorie, Darmstadt 1999, ISBN 3-534-12977-6.
- Klaus von Beyme: Die parlamentarische Demokratie. Entstehung und Funktionsweise 1789–1999, 3. Auflage. Opladen / Wiesbaden 1999, ISBN 3-531-13319-5.
- Ulrich von Alemann: Parteiensysteme im Parlamentarismus. Eine Einführung und Kritik von Parlamentarismustheorien, Düsseldorf 1973.
- Jürgen Hartmann, Uwe Thaysen (Hrsg.): Pluralismus und Parlamentarismus in Theorie und Praxis. Winfried Steffani zum 65. Geburtstag, Opladen 1992, ISBN 3-531-12326-2.
- Uwe Thaysen: Eherne Dichotomien und Diskrepanzen der Demokratie. Ein Beitrag zur Parlamentarismustheorie. In: Werner J. Patzelt (Hrsg.): Res publica semper reformanda. Wissenschaft und politische Bildung im Dienste des Gemeinwohls. Festschrift für Heinrich Oberreuter zum 65. Geburtstag, Wiesbaden 2007, ISBN 978-3-531-15393-3, S. 209–223.
- Robert Redslob: Die parlamentarische Regierung in ihrer wahren und in ihrer unechten Form. Eine vergleichende Studie über die Verfassungen von England, Belgien, Ungarn, Schweden und Frankreich, Tübingen 1918.
- Detlef Stronk: Gleichgewicht und Volkssouveränität. Eine Untersuchung an Hand der Parlamentarismustheorie Robert Redslobs, Bonn 1976, ISBN 3-87198-063-3 (zugleich Dissertation an der Universität Bonn 1975/76).
- Verschiedene Beiträge in der Zeitschrift für Parlamentsfragen.